# Коломак (селище)
Коло́мак — селище в Україні, адміністративний центр Коломацької селищної громади Богодухівського району Харківської області. До 17 липня 2020 року — адміністративний центр ліквідованого Коломацького району та селищної ради, до якої, крім того, входило село Новоіванівське. Населення за переписом 2001 року становить 3844  особи (1726 чоловіків та 2118 жінок). 

## Географічне розташування
Селище міського типу Коломак розташоване на березі річки Коломак в місці впадання в неї річок Шляхова і В'язова. Вище за течією на відстані 2 км розташоване село Гвоздьове, нижче за течією примикають села Гуртовівка і Різуненкове. До Коломака приєднано колишнє село Мала Кисівка. Через селище пролягає автошлях територіального значення Т 2116. Відстань автошляхами до обласного центру — 90 км. 

## Назва
Назва Коломак походить від однойменної річки, на березі якої зупинилися перші поселенці. Імовірно, назву річці дали половці, які селилися у цих містах ще у IX-ХІІ століттях. Тюркською «коло мак» — розгалужена, заболочена річка.

## Історія
Вперше Коломак згадується у розписі за 1571 рік як городище Коломак. На початку другої половини XVII століття переселенці з Правобережної України заснували тут острог. Його жителі несли сторожову службу на оборонній лінії річками Сіверському Дінцю і Коломаку.
У 1680 році Коломак — сотенне містечко Охтирського полку, у складі якого перебував до 1765 року. Він не раз зазнавав спустошень від татарських нападів. Після чергового (1680 р.) набігу татар коломацький сотник І. Михайлов звернувся до царського намісника боярина Петра Шереметьєва з проханням дозволити прийняти з-за Дніпра нових жителів, надавши їм пільги. Такий дозвіл було одержано. Наприкінці XVII століття Коломак був укріплений фортечним валом і бастіонами.
У 1679—1731 роках місто було частиною Ізюмської оборонної лінії з якого вона починалася.
У селищі Коломак 25 липня 1687 року, коли гетьманська влада перейшла від Івана Самойловича до Івана Мазепи, відбулася козацька рада, яка прийняла так звані «Коломацькі статті» — договірні умови між козацькою старшиною і царським урядом. Договір складався з 22 пунктів (статей). В основі Коломацьких статей лежали попередні українсько-московські договори, затверджені козацькими радами при обранні гетьманів Дем'яна Многогрішного та Івана Самойловича. Статті декларативно підтверджували козацькі права і привілеї, зберігали 30-тисячне реєстрове козацьке військо та компанійські полки. Однак, деякі зміни попередніх гетьманських статей і нові пункти Коломацьких статей (18-22) значно обмежували політичні права гетьмана та українського уряду. Гетьман не мав права без царського указу позбавляти старшину керівних посад, а старшина — скидати гетьмана. Козацька старшина зобов'язувалась наглядати і доносити на гетьмана царському уряду. Значно обмежувалося право гетьмана розпоряджатися військовими землями. Гетьманському уряду заборонялось підтримувати дипломатичні відносини з іноземними державами. Гетьман зобов'язувався направляти козацьке військо на війну з Кримським ханством і Туреччиною; у гетьманській столиці — Батурині — розміщувався полк московських стрільців. У ст. 19 договору перед гетьманом і старшиною ставилось питання про необхідність тісного державного об'єднання України з Московською державою і ліквідацію національної окремішності українського народу. Коломацькі статті стали наступним кроком на шляху подальшого обмеження державних прав України.
Коломацька угода мала бути конституцією українсько-московських відносин на час гетьманування Івана Мазепи. Складена в умовах надзвичайно несприятливих для української сторони, вона була безперечним успіхом Москви в її історичному наступі на Україну. Вона дуже в'язала руки новому українському урядові, який мусив виконувати, цей договір.
1709 року Коломак був пограбований та знищений військами Карла XII після поразки в бою під Городним.
У XVIII столітті сотенне містечко Коломак мало власну символіку — печатку з гербом: у щиті — хрест, поставлений на півмісяці й супроводжуваний у кутах щита чотирма зірками (відбитки цієї печатки, датовані 1752 роком, відомі з документів Коломацького сотенного правління, збережених у фонді 1721 (Охтирська полкова канцелярія) ЦДІА України у місті Києві).
Станом на 1779 рік Коломак — військова слобода Валківського повіту Харківського намісництва, що мала на той час 1782 мешканці (1709 «військових обивателів» і 73 «власницьких підданих»).
За даними на 1864 рік у казенній слободі Валківського повіту Харківської губернії, мешкало 3248 осіб (1359 чоловічої статі та 1889 — жіночої), налічувалось 697 дворових господарств, існували 3 православні церкви, училище, богодільня, етапне приміщення, цегельний завод, відбувалось 5 щорічних ярмарки.
Станом на 1885 рік у колишній державній слободі, центрі Коломацької волості, мешкало 3775 осіб, налічувалось 764 дворових господарств, існували 3 православні церкви, школа, 8 постоялих дворів, 4 лавки, відбувались базари й щорічний ярмарок. За 6 верст — залізнична станція Коломак.
За переписом 1897 року кількість мешканців зросла до 5057 осіб (2447 чоловічої статі та 2610 — жіночої), з яких всі — православної віри.
Станом на 1914 рік кількість мешканців зросла до 6917 осіб.

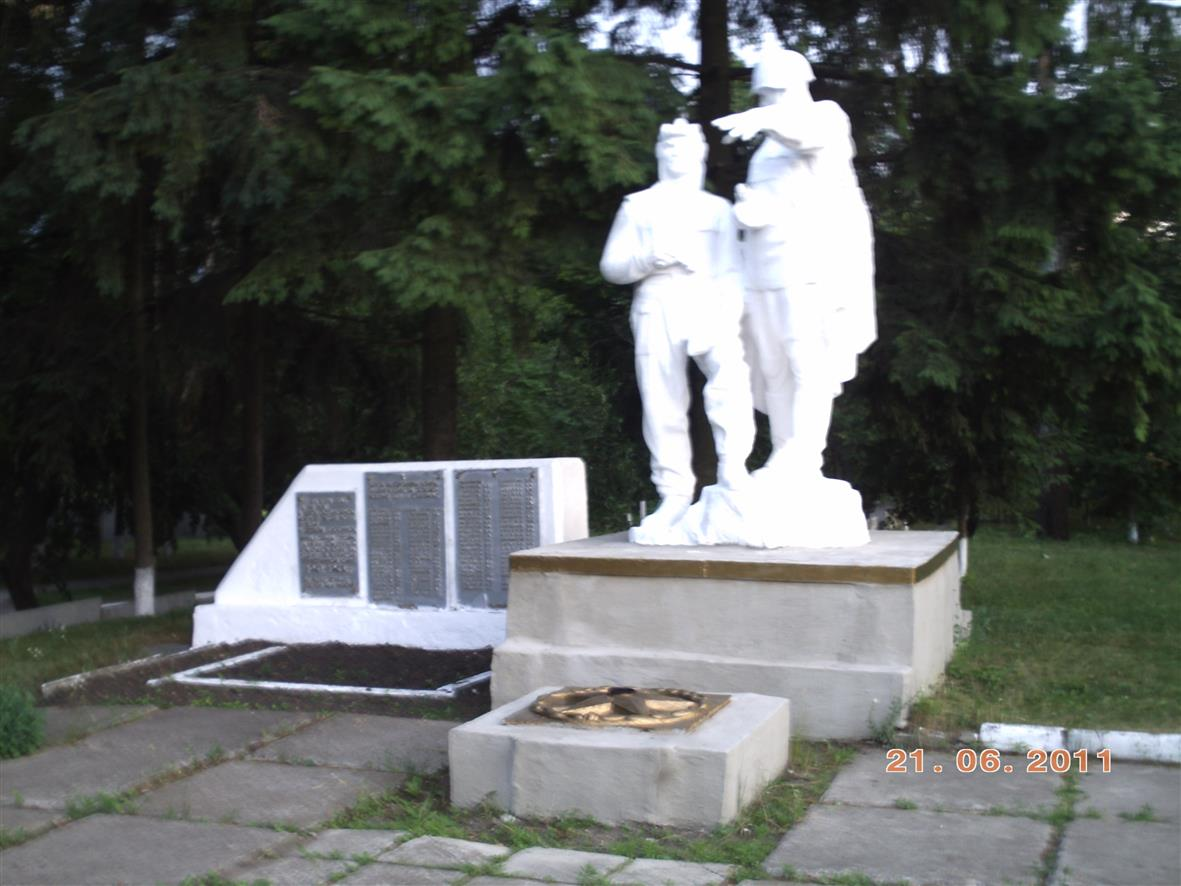
Братська могила загиблих за селище під час Другої світової війни

Радянські війська відступили з боєм в часі нацистсько-радянської війни 17 жовтня 1941 року. Визволено від німецьких загарбників 16 вересня 1943 року (остаточне визволення. Радінформбюро повідомило про це наступного дня). Вперше визволено 3 березня 1943 року.
Наприкінці XX століття до Коломака приєднане село Євтушенково.
19 липня 2017 року, в ході децентралізації, відбулося об'єднання всіх селищних та сільських рад Коломацького району.
17 липня 2020 року, в результаті адміністративно-територіальної реформи та ліквідації Коломацького району, смт увійшло до складу Богодухівського району.

## Визначні місця
22 липня 2017 року було відкрито пам'ятник Івану Мазепі.
На території району знаходиться цікавий археологічний пам'ятник — скіфське городище в урочищі Лозовий Яр заселене в середині І тисячоліття до н. е.

## Персоналії
Уродженці:
- Богатир Захар Антонович — радянський державний і партійний діяч.
- Тороповська Лідія Іванівна — депутат Верховної Ради УРСР 8-9-го скликання.

## Галерея
|                                                 |
| Городище Коломак та могильник V—III ст. до н.е. |

|                                      |
| Метеорологічна станція в смт Коломак |

|                                                                                           |
| Пам'ятний камінь, на місці якого планується встановити пам'ятник гетьману Мазепі, Коломак |

|                                                                                      |
| Святкування 320-річчя обрання Івана Мазепи гетьманом України в смт Коломак, 2007 рік |